# Расмуссен, Ри
Ри Ра́смуссен (дат. Rie Rasmussen; род. 14 февраля 1976, Копенгаген) — датская фотомодель, актриса, режиссёр, сценарист, продюсер.

## Биография
Родилась 14 февраля 1978 года в Копенгагене, Дания. 
До начала актёрской карьеры занималась модельным бизнесом — выходила на подиум, участвуя в показах таких домов мод, как Gucci и Victoria's Secret.
Дебют в кино состоялся в эротическом триллере Брайана Де Пальмы «Роковая женщина» (2002). Сыграла главную роль в фильме Люка Бессона «Ангел-А» (2005).
Она является сценаристом и постановщиком двух короткометражных лент, одна из которых, Thinning the Herd, была представлена более чем на 20 кинофестивалях. Первый полнометражный фильм «Человеческий зверинец» («Human Zoo»), снятый Расмуссен, вошёл в программу Берлинского кинофестиваля. Также занимается фотографией. Её работы под псевдонимом Лилли Диллон (имя героини новеллы «The Grifters» Джима Томсона) публиковались в нескольких журналах.

## Фильмография

### Актёрские работы
- 2002 — Роковая женщина
- 2004 — Естественный отбор
- 2004 — Платье
- 2005 — Ангел-А
- 2009 — Человеческий зверинец
- 2010 — Romance in the Dark

### Режиссёрские работы
- 2004 — Естественный отбор
- 2004 — Платье
- 2007 — Zéro deux
- 2009 — Человеческий зверинец

### Продюсерские работы
- 2003 — Никто не должен узнать